# Nyctimystes avocalis
Espèce
Synonymes
- Litoria avocalis (Zweifel, 1958)

Statut de conservation UICN

 VU D2 : Vulnérable
Nyctimystes avocalis est une espèce d'amphibiens de la famille des Pelodryadidae.

## Répartition
Cette espèce est endémique de l'archipel d'Entrecasteaux en Papouasie-Nouvelle-Guinée. Elle se rencontre à environ 900 m d'altitude sur le versant Est de l'île Goodenough,.

## Description
Les mâles mesurent de 34 à 35 mm et les femelles jusqu'à 47 mm

## Publication originale
- Zweifel, 1958 : Frogs of the Papuan hylid genus Nyctimystes. American Museum novitates, no 1896, p. 1-51 (texte intégral).